# The Day the Clown Cried (película de 1972)
El día que el payaso lloró (The Day The Clown Cried) fue una película de 1972 con dirección y actuación del comediante Jerry Lewis. El guion, de Jerry Lewis, está basado en otro homónimo de Joan O'Brien, basado a su vez en un primero escrito por el productor Charles Denton y ella diez años antes del comienzo del rodaje.
Obra inacabada y sin estreno oficial, fue una de las primeras incursiones serias de Lewis en el cine, y está considerada como una película fallida y malograda, incluso de mal gusto por algunos.[cita requerida] Otros aseguran la imposibilidad de calificarla solo por el guion de Lewis, sin haber visto su proyección.[cita requerida] Durante años se cuestionó tanto su existencia como si debería ser estrenada.
Lewis insistió repetidamente en que The Day the Clown Cried nunca se lanzaría, pero luego donó una copia incompleta de la película a la Biblioteca del Congreso en 2015 bajo la estipulación de que no se proyectaría antes de junio de 2024. Según el hijo de Lewis, no hay un negativo completo de la película y los problemas de derechos de autor pendientes impidieron su lanzamiento. Finalmente diversos fragmentos se estrenaron en el documental From darkness to light, proyectado en el Festival de Venecia de 2024.

## Sinopsis
Durante la dictadura nazi, un viejo payaso llamado Helmut Doork (Jerry Lewis) es despedido del circo y esa misma noche decide burlarse de Hitler en presencia de unos agentes de la Gestapo. Una vez en el campo de concentración, el payaso descubre a un grupo de niños judíos apresados y decide que este será su nuevo público. Un público infantil, que sin tener culpa de nada, está viviendo un infierno. 

## Trama
Durante la Alemania Nazi, un viejo payaso llamado Helmut Doork (Jerry Lewis) -cuya personalidad oscila entre la egolatría, la frustración, el resentimiento y la compasión- es despedido del circo. Sin empleo, se dirige al primer bar que encuentra para ahogar su pena, y después de algunas copas tiene la ocurrencia de mofarse del Führer en presencia de unos agentes de la Gestapo, quienes lo aprehenden y lo conducen a un campo de concentración nazi para presos políticos.
Helmut se las ingenia para lidiar con los jefes del campo —ayudado por el hecho de que él no es judío ni comunista—. Siendo reconocido en el campo por estar siempre vanagloriándose de su pasado como payaso, es requerido tanto por los nazis como por los presos para que les divierta, pero Helmut, ya inseguro de su talento, se niega. En una de las ocasiones en que sus compañeros presos le piden que ejecute números para divertirlos, terminan por arrojar a Helmut al lodo, y en ese momento, a cierta distancia se escuchan risas infantiles que resultan provenir de niños judíos, separados de los presos no-judíos por una cerca alambrada. Encantado con este nuevo público, Helmut adquiere seguridad y comienza a divertir a los niños.
Con el tiempo Helmut se las ingenia para confeccionarse un disfraz. Usa unos zapatos que pertenecían a un individuo de mayor talla que él, un sombrero, un saco y unos pantalones enormes, se maquilla la cara con cenizas y con excremento de palomas. El público de Helmut crece, incluyendo a algunos adultos y compañeros de él, también en prisión, y actúa como mimo ante ellos, hasta que un día el jefe del campo se percata, y se proclama que "está prohibida la convivencia entre arios y quienes no lo son". Siendo advertido, sin embargo, Helmut ignora la disposición. Para castigarlo, Helmut es golpeado y aislado en un separo.
Mientras esto ocurre, los nazis enfrentan un nuevo dilema: Hay que trasladar a los niños a Auschwitz ya que ellos no están destinados a trabajos forzados. Un furgón les espera y los niños no paran de gritar y llorar, por lo que los jefes del campo deciden enviar a Helmut para apaciguarlos, bajo condición de ser liberado sobre la base de su comportamiento. Helmut decide aceptar, les cuenta historias y les afirma que van hacia "un lugar mejor", pero es encerrado accidentalmente en el furgón y viaja junto a ellos.  
El comandante de Auschwitz le explica a Doork el uso de las instalaciones y como los edificios en realidad son hornos donde son exterminados los niños. A continuación, le pide a Helmut conducirlos con calma hacia su destino final -la cámara de la muerte- "como si fuese uno de ellos". Doork, inicialmente, aparenta no tener ningún remordimiento en su labor de mantener a los niños serenos y divertidos en el campo de exterminio, mientras son conducidos con engaños a "las duchas". En la última toma los niños comienzan a abrazar al payaso, preguntándole: "¿A dónde vamos Helmut?", Helmut continua actuando para ellos y así rodeado de niños entra a la cámara de gas, todos cantan y ríen, y luego las puertas se cierran detrás de ellos.

## Producción
El rodaje comenzó en 1972, con locaciones en Francia y Suecia, pero el productor Nat Wachsberger se quedó sin dinero antes de completarlo, y su opción para producirlo expiró antes de que comenzara la filmación. Además Wachsberger jamás llegó a un acuerdo con los guionistas Joan O'Brien y Charles Denton para adquirir definitivamente los derechos de filmación.
Jerry Lewis, a sabiendas de los problemas de la producción, continuó con el rodaje, cubriendo los gastos con sus propios fondos y con la esperanza de llegar posteriormente a un acuerdo para conseguir los derechos y lograr así estrenar el filme. A pesar de sus esfuerzos, las partes involucradas en la producción nunca fueron capaces de llegar a términos que permitieran a la película el ser exhibida. Al final, el estudio obtuvo el film en negativo de la película. Dicho negativo ha desaparecido y se desconoce su paradero. Lewis conservó la única copia en positivo conocida y tras su muerte el paradero es desconocido.

## Crítica
La película permaneció inconclusa. Los actores involucrados en él han guardado silencio o prefieren no recordarlo; sólo contadas personas cercanas a Jerry Lewis pudieron ver extractos (cortos) o la película entera,[cita requerida] experimentando diversas emociones encontradas. Este fue uno de los primeros intentos de Lewis por hacer cine llevando un rol distinto a los que se le conoce. En mayo de 1992 un artículo publicado en la revista Spy, comentado por Harry Shearer, dice:

«Con la mayor parte de este tipo de cosas, uno encuentra que la anticipación o el concepto es mejor que la cosa en sí. Pero el ver esta película fue realmente impresionante, en el sentido de que rara vez se está frente a un objeto perfecto. Este fue un objeto perfecto. Esta película es tan drásticamente confusa, es Pathos y es Comedia las cuales están ampliamente fuera de lugar, tanto que uno no puede en su fantasía de lo pudiera parecer ser, mejorar lo que realmente es... ¡Oh Dios mío! es todo lo que se puede decir»
Harry Shearer, revista Spy, 1992

El artículo cita a O'Brien, quien manifestó que el corto que ella vio era un "desastre" y que ella y el escritor del argumento original Charles Denton jamás permitirían el estreno de la película debido a los cambios de argumento hechos por Lewis que consideraban cursis y de mal gusto.[cita requerida]
The Golden Turkey Awards la consideró la peor película existente.[cita requerida]

## Historia
Durante cierto tiempo se manejó la posibilidad de rodar nuevas versiones, entre ellas una versión en Rusia protagonizada por Robin Williams, aunque esto nunca se llevó a cabo.
Jerry Lewis consideraba que «la película debe verse», con lo que la controversia y el conflicto de versiones continuó.[cita requerida] Sin embargo durante una gira promocional de su libro «Dean and Me (A Love Story)» (2005), Lewis dijo que no buscaría estrenar el film porque no estaba muy orgulloso de la película. Fuera de estas declaraciones, Lewis prefería no hablar sobre el tema en entrevistas.